# Milieufront Omer Wattez
Het Milieufront Omer Wattez vzw (MOW) of vroeger de Stichting Omer Wattez is een regionale milieuvereniging actief in de Vlaamse Ardennen en Leie-, Schelde- en Dendervallei, werkzaam in 20 gemeenten en genoemd naar Omer Wattez.
Het is een erkende en gesubsidieerde regionale milieuvereniging.  

## Geschiedenis
De organisatie werd opgericht op 8 maart 1975 in  Etikhove en had als doel "de integrale bescherming en het herstellen van het leefmilieu, landschap, natuur- en cultuurpatriomonium in de Vlaamse Ardennen". Dit gebeurde onder initiatief van professor Ulrich Libbrecht. Kort daarop nam de Stichting het voortouw in het verzet tegen de geplande aanleg van de A9. De eerste grote actie was de betoging van 18 oktober 1975 tegen de autostrade. In 2000 werden de gewestplannen gewijzigd en het traject geschrapt.  
Het tijdschrift "Onze Streek" verscheen voor het eerst in december 1975. 
De organisatie werd een vzw op 16 juni 1981 en kreeg in 1983 een vaste locatie te Oudenaarde.  Op 8 november 2005 veranderde men de naam van Stichting Omer Wattez naar Milieufront Omer Wattez vzw (MOW).

## Werkgebied
Het werkgebied beslaat 17 gemeentes uit het zuiden van de provincie Oost-Vlaanderen en 3 aangrenzende West-Vlaamse gemeenten waarbinnen de Leievallei, Scheldevallei en Dendervallei liggen.
Oost-Vlaanderen
| - Brakel - Deinze - De Pinte | - Gavere - Geraardsbergen - Horebeke | - Kluisbergen - Kruishoutem - Lierde | - Maarkedal - Nazareth - Oudenaarde | - Ronse - Wortegem-Petegem - Zingem | - Zottegem - Zulte - Zwalm |

Provincie West-Vlaanderen
- Anzegem
- Avelgem
- Waregem